# Nordböhmischer Exkursions-Club
Nordböhmischer Exkursions-Club (1878–1914), v roce 1915 přejmenovaný na Nordböhmischer Verein für Heimatforschung und Wanderpflege (1915–1938), byl německý vlastivědný spolek existující v České Lípě a okolí, který se rozhodující měrou zasloužil o založení městského muzea, stavbu řady rozhleden na Českolipsku a záchranu údolí Pekla.

## Vznik spolku
Po roce 1867 režim monarchie povolil spolkovou činnost, byl vydán nový shromažďovací a spolkový zákon a to znamenalo vznik mnoha spolků i stolních společností různého zaměření. Deset let poté v roce 1877 bylo jen v České Lípě 38 spolků.
Dne 24. července 1877 skupina českolipských učitelů z českolipského gymnázia (tehdy církevní v klášteře) a příznivců vlastivědného bádání při společném výletu na hrad Ostrý se rozhodla založit spolek s vlastivědnou, odbornou náplní, který by se zabýval vším, co se týká města Česká Lípa (a později vše od Ještědu k Labi). Koncem roku pak uveřejnili v Leipaer Zeitung článek, který byl rozsáhlým, volně formulovaným programovým prohlášením. V prosinci 1877 svolal profesor českolipského gymnázia Amand Paudler předběžnou poradu a 3. ledna 1878 odeslal na místodržitelství návrh stanov k posouzení. Dne 21. března 1878 byly stanovy úředně schváleny a na 10. dubna téhož roku byla svolána ustavující schůzce spolku. Zúčastnilo se jí osmdesát osob, mezi kterými byl i Eduard Steffen a ti si zvolili výbor, do jehož čela byl zvolen Kajetán Watzel.

## Činnost před první světovou válkou
Byly stanoveny roční členské poplatky a založen čtvrtletník Mittelungen, který členové dostávali zdarma. Vedoucím redaktorem byl jmenován již zmiňovaný profesor Paudler, který tuto funkci vykonával až do své smrti v roce 1905. Pomáhal mu jeho přítel ze školních let, stejně starý botanik Franz Hantschel. Do čtvrtletníku s nákladem tisíc výtisků přispívalo 275 autorů. Časopis dosáhl 61 ročníků. Byly zde nejen odborné články z regionu, ale i recenze knih a turistických průvodců (včetně českých autorů), popsal existenci mnoha spolků i fabrik v severních Čechách, při čtvrtletníku byl vydán i básnický almanach.
Spolek nechal vytvořit své zájmové sekce: jazykovou, přírodovědnou, technickou, školskou, historickou. Tyto sekce pracovaly samostatně, pořádaly své přednášky a akce. 
Brzy po založení se na půdě spolku začaly objevovat nacionalistické tendence, vyslovené např. říšským poslancem dr. Franzem Schmeykalem na klubové slavnosti v roce 1887. 

## Založení muzea
První nashromážděná kolekce archivních materiálů byla umístěna roku 1883 v budově reálky proti klášteru. V roce 1899 z iniciativy Excursion Clubu byl vytvořen přípravný spolek muzejní, jeho stanovy úřady schválily, město věnovalo dvě místnosti na radnici a 18. listopadu 1900 zahájil spolek svou činnost. Ve stejný den bylo veřejnosti zpřístupněno přestěhované na radnici městské muzeum. Podařilo se shromáždit jak památky písemné, průvodce, pohlednice, tak různé starožitnosti.
Po 30 letech stagnace bylo muzeum obnoveno roku 1933 v Červeném domě u hradu Lipý. V období první republiky, kdy Češi byli v České Lípě menšinou, byl muzejní spolek Excursions Club podporovaný radnicí složen z Němců. Mimo ně se aktivizovali také učitelé a vzdělanci české národnosti, založili Český muzejní spolek  V roce 1928 bylo v České Lípě založeno české menšinové muzeum, jehož sbírky byly v době okupace uschovány na zámku v Bělé pod Bezdězem. 

## Další činnosti
Nordböhmischer Exkursions-Klub (česky Severočeský exkurzní klub) se intenzivně zaměřoval na ochranu kulturních i přírodních památek. Inicioval zachování Varhan u Kamenického Šenova, rezervace Pekla bez zamýšlené železnice údolím, lesíků kolem dominantního vrchu v České Lípě Špičák. Zasadil se o renovaci zřícenin Tolštejna či letohrádku Červený dům v sousedství hradu Lipý. Sestavil obsáhlý seznam hradů, tvrzí, církevních památek a zámků. Klub nechal postavit v součinnosti s městskými orgány řadu rozhleden a restaurací na kopcích, např. na Špičáku a Holém vrchu v České Lípě, na Kamenickém kopci v Zákupech (zde slavnostně otevřeno v říjnu 1885 za spoluúčasti místního Horského spolku), na Tanečnici u Mikulášovic.
Klub povolil zakládat své lokální pobočky, kluby v okolních městech na Českolipsku, Litoměřicku, Děčínsku a Českodubsku, někde byl příčinou pro zakládání obdobných spolků (turistických, horských), se kterými spolupracoval.
Exkurzní klub vydával věstníky (Mitteilungen):
- Mitteilungen des Nordböhmischen Excursions-Klubs, Böhm.-Leipa (1878-1914), číslo 1 – číslo 37[12]
- Mitteilungen des Nordböhmischen Vereines für Heimatforschung und Wanderpflege, Böhm.-Leipa (1915–1938), číslo 38 – číslo 61[13]

Redaktory (Schriftleiter) věstníku byli: páter a gymnaziální profesor Amand Paudler, po jeho smrti Franz Hantschel (do roku 1919), Karl von Zimmermann-Göllheim (do roku 1929), vedle něj od roku 1909 nadučitel Emil Neder a od roku 1929 Karl Schober. Pět spolkových kronik z let 1883 až 1916 je dnes uschováno ve Státním okresním archivu Česká Lípa.

## Ukončení činnosti
Po odstoupení pohraničních oblastí, vzniku říšské župy Sudetenland a jejím začleněním do Německé říše začaly platit i pro spolek Nordböhmischer Verein für Heimatforschung und Wanderpflege norimberské zákony. Všechny spolky a organizace byly sjednoceny pod NSDAP. Turistiku převzala NS-organizace Kraft durch Freude (KdF) s úřadem Amt für Reisen, Wandern und Urlaub (RWU). Kulrurní a vzdělávací oblast měla na starost Nationalsozialistische Volkswohlfahrt, od roku 1942 Josephem Goebbelsem zřízená NS-organizace Nationalsozialistisches Volkskulturwerk. Po odsunu německého obyvatelstva spolek nebyl obnoven.